# غولدن شفيتس
غولدن شفيتس كان عملة كانتون شفيتس السويسري حتى عام 1798. قسم إلى 40 شلنغ وكل منها 3 رابن أو 6 أنغستر. صدرت القطع المعدنية أيضًا بفئة غروشن. استبدل بالفرنك السويسري في عهد الجمهورية الهلفتيكية في عام 1798. استبدل الأخير بفرنك شفيتس.

## القطع المعدنية
في أواخر القرن الثامن عشر، صدرت القطع النحاسية من فئة 1 أنغستر و1 رابن وبيلون من 1 رابن و1 غروشن. صدرت القطع الفضية بفئات 5 و10 شلنغ و½ و1 غولدن.